# Capela dos Mouros
Die Anta Capela dos Mouros (deutsch „Kapelle der Mauren“) liegt im Dorf Arcas, in der Gemeinde Talhadas im Concelho Sever do Vouga, im Distrikt Aveiro, in der Região Centro, in Portugal. Eine gleichnamige Anlage liegt in Galicien in Spanien.
Es ist das archäologische Überbleibsel eines Dolmen (keiner Anta) mit rechteckiger Kammer. Anta ist die portugiesische Bezeichnung für etwa 5000 Megalithanlagen oder Dolmen, die während des Neolithikums im Westen der Iberischen Halbinsel von den Nachfolgern der Cardial- oder Impressokultur errichtet wurden. Die Kammer misst nur etwa 1,6 m × 0,8 m. Sie besteht aus zwei in situ befindlichen Tragsteinen im Norden und Süden und einem Deckstein. Weitere Steine liegen in der Nähe. Die Anlage liegt in einem weitgehend erhaltenen Hügel von etwa 5,0 m Durchmesser mit Resten einer Einfassung. Es wurden keine Spuren eines Zugangskorridors gefunden.